# Gustavianum

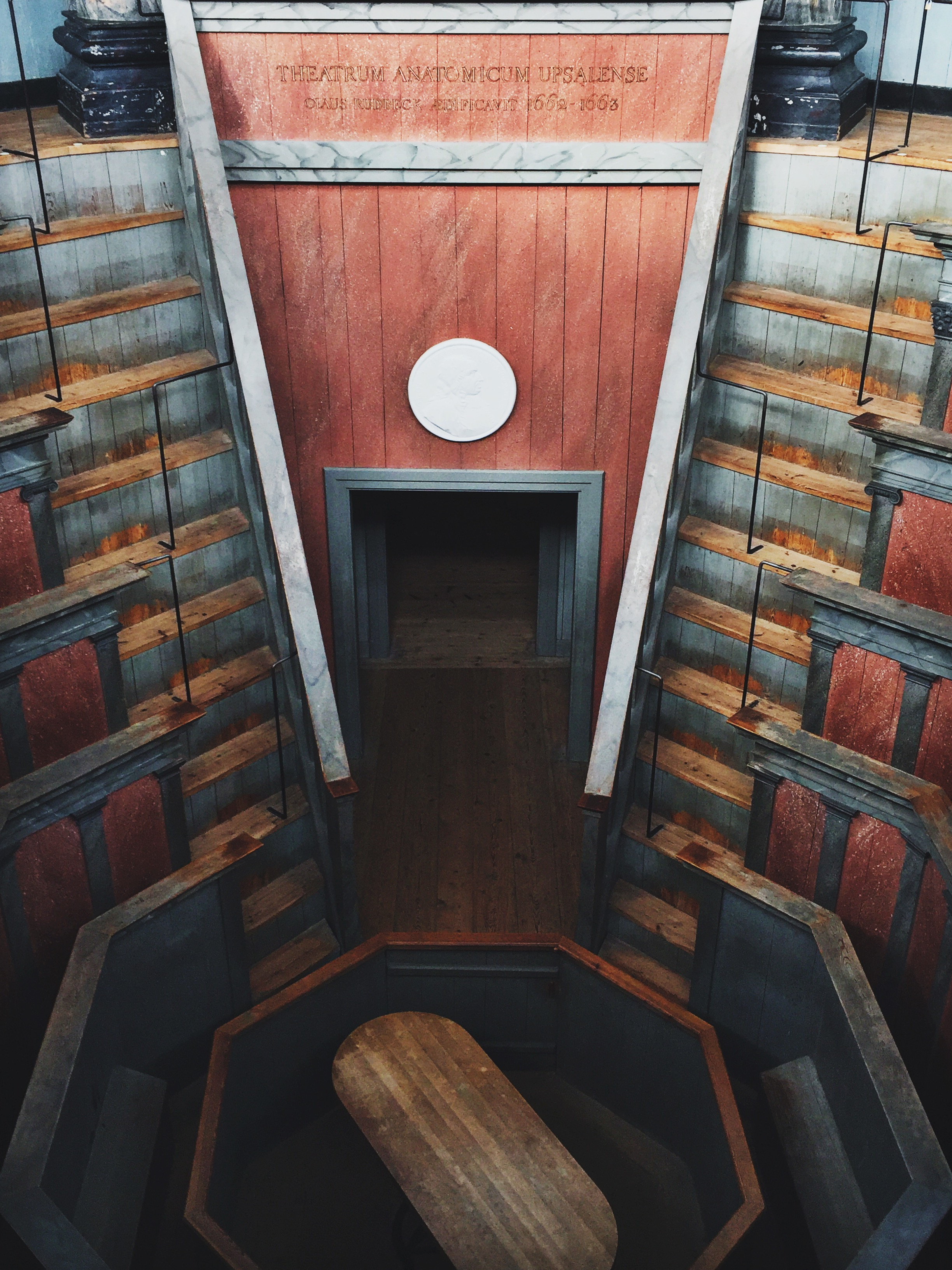
Teatro anatomico, locato nella cupola dell'edificio

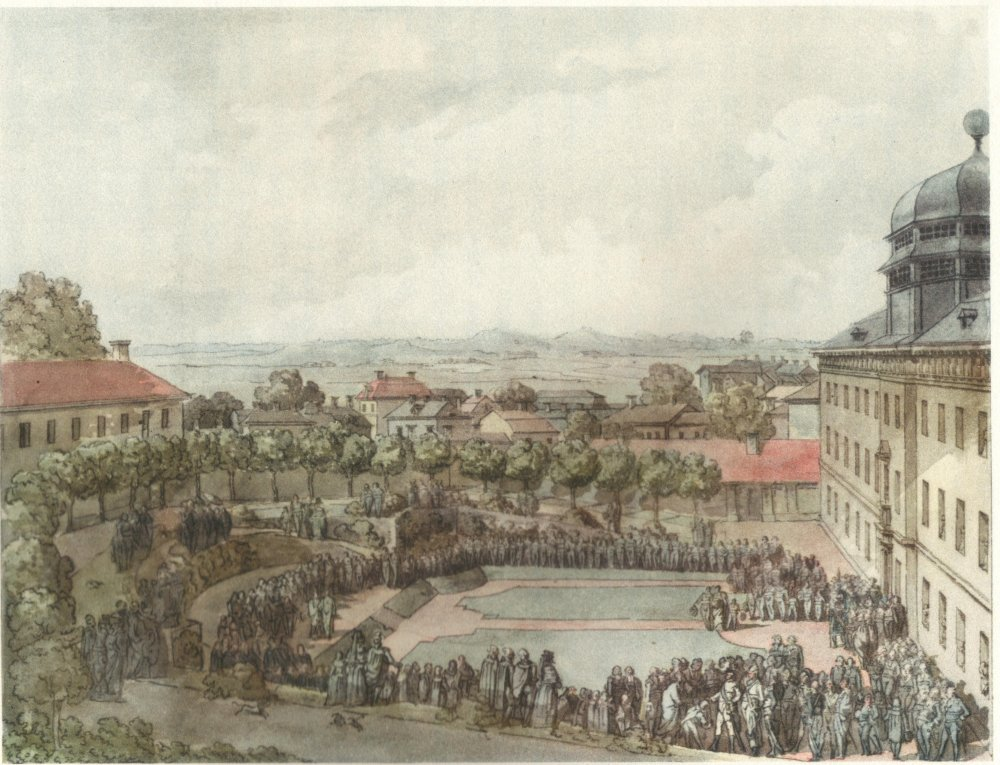
Aquerello di Louis Jean Desprez ritraente Gustavo III che incontra docenti e studenti nel giardino del Gustavianum

Gustavianum è un edificio dell'Università di Uppsala, situato di fronte alla cattedrale. Costruito nel 1662, è il più antico tra gli edifici dell'Università tuttora esistenti e, dopo essere stato l'edificio principale dell'ateneo per oltre tre secoli, ospita oggi uno dei musei universitari. Tra le caratteristiche distintive dell'edificio vi è la peculiare cupola, che ospita il teatro anatomico dell'Università, il più antico della Scandinavia.

## Storia
Dal 1595 l'attività didattica dell'Università si teneva presso l'Academia Carolina, ma durante il regno di Gustavo II Adolfo l'istruzione all'Università venne ampliata e si espanse oltre la semplice educazione del clero. Nel 1622 venne costruito il nuovo edificio oggi noto come Gustavianum, su progetto di Caspar van Panten, allo scopo di ospitare lezioni, mensa, e tipografia. L'edificio include parte della muratura del vecchio palazzo arcivescovile di Uppsala, che in precedenza era ivi situato. Gustavianum fu uno dei pochi edifici a sopravvivere l'incendio di Uppsala del 1702, che distrusse quasi completamente la città.
Con la demolizione dell'Academia Carolina nel 1778, Gustavianum divenne l'edificio principale dell'Università, fino alla costruzione di Universitetshuset nel 1887. La biblioteca venne invece trasferita in Carolina Rediviva. L'edificio venne designato byggnadsminne nel 1935.
Nel Novecento Gustavianum fu la sede dei dipartimenti di archeologia, cultura antica e egittologia. Dal 1997 l'edificio venne adibito a museo universitario.

## Teatro anatomico
Caratteristica prominente dell'edificio è il teatro anatomico (Theatrum anatomicum), progettato da Olaus Rudbeck e costruito tra il 1662 e il 1663. Si trova all'interno della particolare cupola al centro dell'edificio, sormontata da una meridiana e può ospitare fino a 200 persone. La cupola ha molte finestre, per fornire buona illuminazione all'interno, data la scarsa efficacia delle candele usate all'epoca. La struttura si ispira ai teatri classici di epoca greca, ma è elongata in altezza e non ha posti a sedere, per cui il pubblico assisteva stando in piedi sui palchi.

## Museo universitario
Dal 17 giugno 1997 Gustavianum divenne un museo universitario. Il museo ospita, tra l'altro, la collezione egizia, una collezione di reperti greco-romani, il gabinetto asburgico, una collezione di reperti dalla nave funeraria di Valsgärde, i privilegi dell'Università, una collezione di dispense dalle lezioni del primo anno accademico (1477), e un'ampia collezione di strumenti scientifici.
Nel 2017 il museo ebbe oltre 90 000 visitatori.